# 8208 Volta
För andra betydelser, se Volta.
8208 Volta eller 1995 DL2 är en asteroid i huvudbältet som upptäcktes den 28 februari 1995 av de båda italienska astronomerna Pierangelo Ghezzi och Piero Sicoli vid Sormano-observatoriet. Den är uppkallad efter den italienska greven och fysikern Alessandro Volta.
Asteroiden har en diameter på ungefär 9 kilometer.